# Davy Deckmijn
Davy Deckmijn (geboren 1978) is een Belgische drummer, woonachtig te Lommel. Hij is vooral bekend als drummer van Zornik, Tom Helsen, Hannelore Bedert en Nona Mez,  maar speelde ook al mee met Triggerfinger, Yevgueni,  Sioen, Hooverphonic, Swinnen, Hoodoo Club, Milow, Kate Ryan, Winterville, A School of Quiet, Savalas, Alan Muller en diverse coverbands. Daarnaast is hij actief als drumleraar bij Davy's drumschool (http://www.davysdrumschool.be/) en PXL, en geeft hij regelmatig workshops. 